# Чулаккурганський сільський округ
Чулаккурга́нський сільський округ (каз. Шолаққорған ауылдық округі, рос. Чулаккурганский сельский округ) — адміністративна одиниця у складі Сузацького району Туркестанської області Казахстану. Адміністративний центр — село Чулаккурган.
Населення — 20908 осіб (2021; 13901 у 2009, 13756 у 1999, 12493 у 1989).
Станом на 1989 рік існувала Чулаккурганська сільська рада (села Абай, Балдису, Жеткеншек, Калініно, Карабулак, Чулаккурган). 2024 року ліквідовано села Жеткеншек та Теріскей.

## Склад
До складу округу входять такі населені пункти:
| Населений пункт   | Колишні назви | Населення, осіб (1989) | Населення, осіб (1999) | Населення, осіб (2009) | Населення, осіб (2021) |
| ----------------- | ------------- | ---------------------- | ---------------------- | ---------------------- | ---------------------- |
| Абай, село        | -             | 612                    | 471                    | 529                    | 636                    |
| Балдису, село     | -             | 425                    | 295                    | 311                    | 326                    |
| Карабулак, село   | -             | 193                    | 195                    | 199                    | 198                    |
| Чулаккурган, село | -             | 8575                   | 8727                   | 7934                   | 19090                  |
| --Жеткеншек, село | -             | 402                    | 348                    | 392                    | 632                    |
| --Теріскей, село  | Калініно      | 2286                   | 3720                   | 4536                   | 26                     |